# Pietro Balan
Pietro Balan (Este, 3 de septiembre de 1840-Pragatto, 7 de febrero de 1893) fue un periodista e historiador católico italiano. Usó archivos del Vaticano recién abiertos para escribir sobre la Reforma protestante. 

## Vida
Nació en Este, Veneto, el 3 de septiembre de 1840, y fue educado en el seminario de Padua, donde fue nombrado profesor en 1862. Fue director de la revista veneciana La Libertà Cattolica en 1865 y de la revista de Módena Diritto Cattolico en 1867. En 1879 se convirtió en sub-archivista del Vaticano, pero se retiró (o fue despedido) con el pretexto de tener mala salud cuatro años después, mudándose a Pragatto en la provincia de Bolonia. Fue nombrado chambelán por el Papa León XIII en 1881 y prelado doméstico al año siguiente; en 1883 fue nombrado referente de la segnatura papal, y también fue nombrado comandante de la Orden imperial de Francisco José.
En octubre de 1890 dio un discurso sobre el Patriottismo cattolico y otro en 1892 conmemorando a Cristóbal Colón como ''campeón de la civilización cristiana'' 400 años después de su llegada a América. Ese fue su último acto público. Murió el 7 de febrero de 1893 en Pragatto.

## Trabajos
- Storia d'Italia (1876)
- Della preponderanza germanica sull'occidente d'Europa pensieri del professor Pietro Balan (1871)
- Monumenta reformationis Lutheranæ (Ratisbon, 1883–4).
- Fra Paolo Sarpi (Venice, 1887)